# ترشح نوک پستان
ترشح نوک پستان (به انگلیسی: Nipple Discharge) رهاشدن مایع از نوک پستان‌ها می‌باشد. با این‌که این حالت بعد از برآمدگی پستان و درد پستان در محدودهٔ گسترده‌ای از شرایط مختلف، طبیعی درنظرگرفته‌می‌شود اما سومین دلیل عمده‌ای است که زنان برای مراقبت‌های پزشکی، برای آن به پزشک مراجعه می‌کنند
ترشحات از نظر رنگ بسیار متنوع هستند و هرچند در بسیاری از موارد نمی توان وجود ترشح را دلیل سرطان پستان دانست اما در صورت شروع ناگهانی و بدون سابقه قبلی حتما باید به متخصص پستان مراجعه نمود. ترشح نوک پستان همچنین در پسران و دختران نوجوان از طریق بلوغ رخ می‌دهد. تخلیه اغلب ناشی از تحریک پستان یا از طریق تحریک توسط لباس است.

## انواع تخلیه
انواع مختلف از ترشحات وجود دارند. بعضی از وابسته‌ترین‌ها عبارتند از:
- سفید اَبری رنگ—رایج ترین، می‌تواند گالاکتوره باشد.
- روشن یا سفید روشن—بارداری
- سرخ—حاوی خون—اغلب به علت عفونت پستان یا ورم مجرایی، اما می‌تواند سرطان پستان باشد
- نزدیک به سفید-زرد، زرد، یا سبز—چرک ناشی از عفونت